# Puerto Guzmán (ort)
Puerto Guzmán är en ort i Colombia.   Den ligger i departementet Putumayo, i den sydvästra delen av landet, 500 km sydväst om huvudstaden Bogotá. Puerto Guzmán ligger 367 meter över havet och antalet invånare är 4 094.
Terrängen runt Puerto Guzmán är platt åt sydväst, men åt nordost är den kuperad. Runt Puerto Guzmán är det ganska glesbefolkat, med 36 invånare per kvadratkilometer. Närmaste större samhälle är Villagarzón, 8,7 km nordväst om Puerto Guzmán. I omgivningarna runt Puerto Guzmán växer i huvudsak städsegrön lövskog.